# ملعب بوتوفسكي فورسكلا

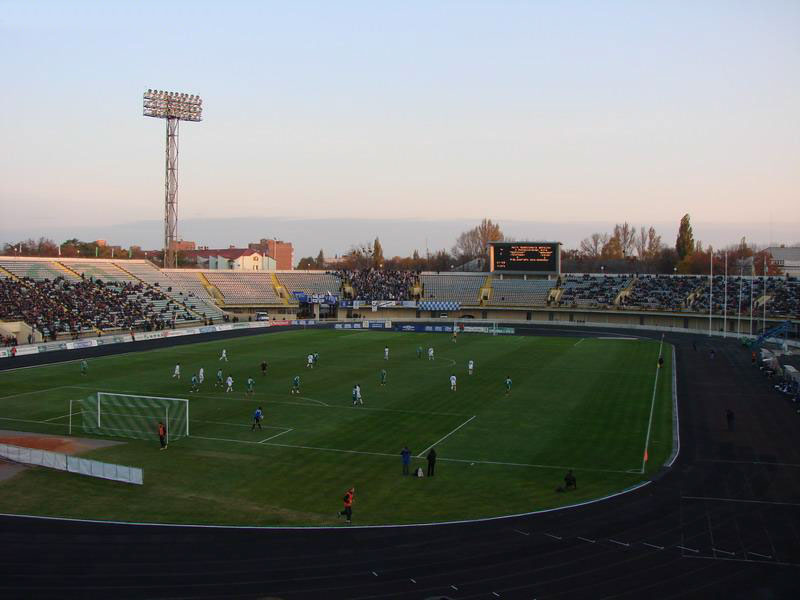

ملعب بوتوفسكي فورسكلا هو ملعب متعدد الاستخدام يقع في بولتافا، أوكرانيا. يستخدم الملعب غالبا لمباريات كرة القدم، وهو الملعب الرسمي لنادي فورسكلا بولتافا. يمكن أن يحتضن الملعب 25,000 شخص. تم بناءه في عام 1974 وخضع لعمليات إعادة بناء بعدها، أبرزها في عام 2000، عندما تم تجديد واجهة الملعب وفي عام 2008، والميزة الأبرز لاستعادة وتركيب شاشة ملونة. وقد تم تجديده لكأس السوبر الأوكراني ، الذي كان يلعب في الملعب.

## معرض صور

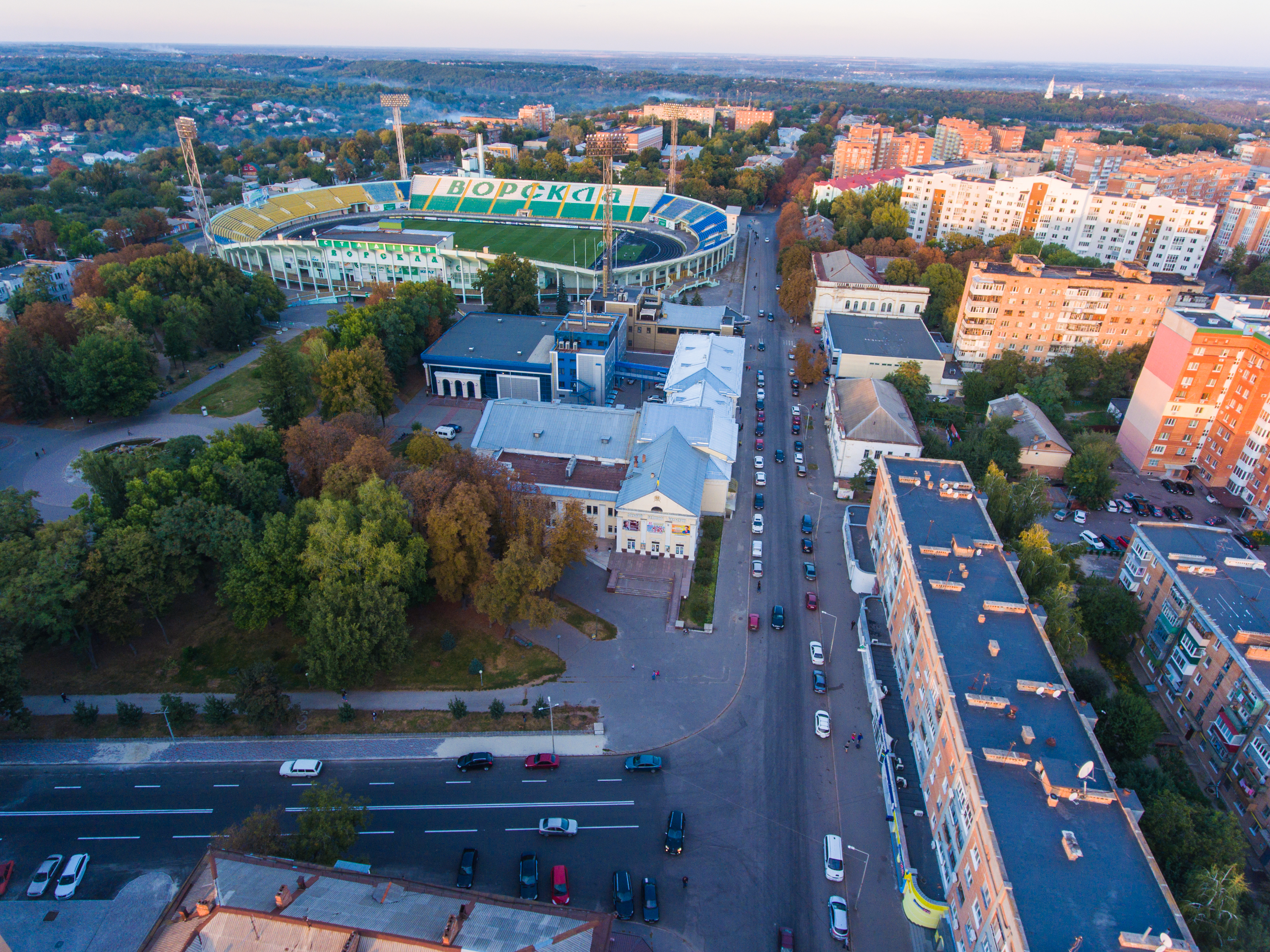
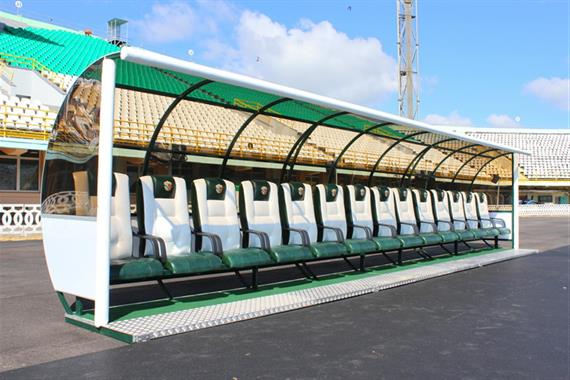
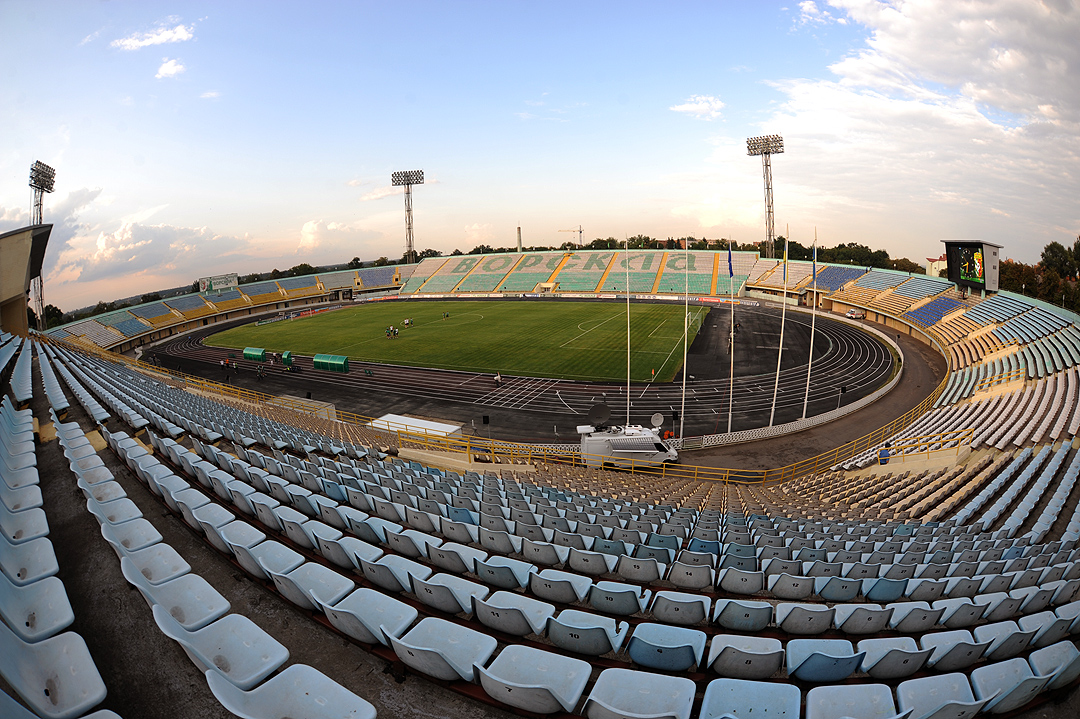